# Нагрудная планка люфтваффе
Нагрудная планка люфтваффе» (нем. Frontflugspange) — немецкая военная награда Второй мировой войны, учреждённая рейхсмаршалом Германом Герингом 30 января 1941 года для лётчиков люфтваффе за определённое число боевых вылетов.
Планки были в бронзе, серебре, золоте или золоте с бриллиантами, к ним прилагался вымпел за определённое число вылетов на самолетах разного типа.

## Критерии награждения
Награда была доступна в нескольких вариантах, в зависимости от рода задач, выполняемых пилотом:
- Дневной истребитель;
- Ночной истребитель;
- Ночной истребитель дальнего действия;
- Тяжелые истребитель;
- Истребитель класса «воздух-земля»;
- Бомбардировщик;
- Разведчик;
- Пилот транспортных самолётов и планеров.

Приказ от 30 января 1941 определял число вылетов, необходимых для получения, то или иной степени:
- Бронза — 20 вылетов;
- Серебро — 60 вылетов;
- Золото — 110 вылетов.

Вымпел к планке выдавался за:
- 500 вылетов для дневных лётчиков-истребителей и пилотов транспортных средств;
- 400 вылетов для летчиков-истребителей класса «воздух-земля»;
- 300 вылетов для лётчиков бомбардировщики, воздушной морской спасательной службы и метеорологической разведки;
- 250 вылетов для пилотов-разведчиков и ночные истребителей.

29 апреля 1944 года Герингом была учреждена особая степень в золоте с бриллиантами за 2000 вылетов. Ею был награждён ас Ганс-Ульрих Рудель, совершивший 2530 вылетов.

## Описание награды

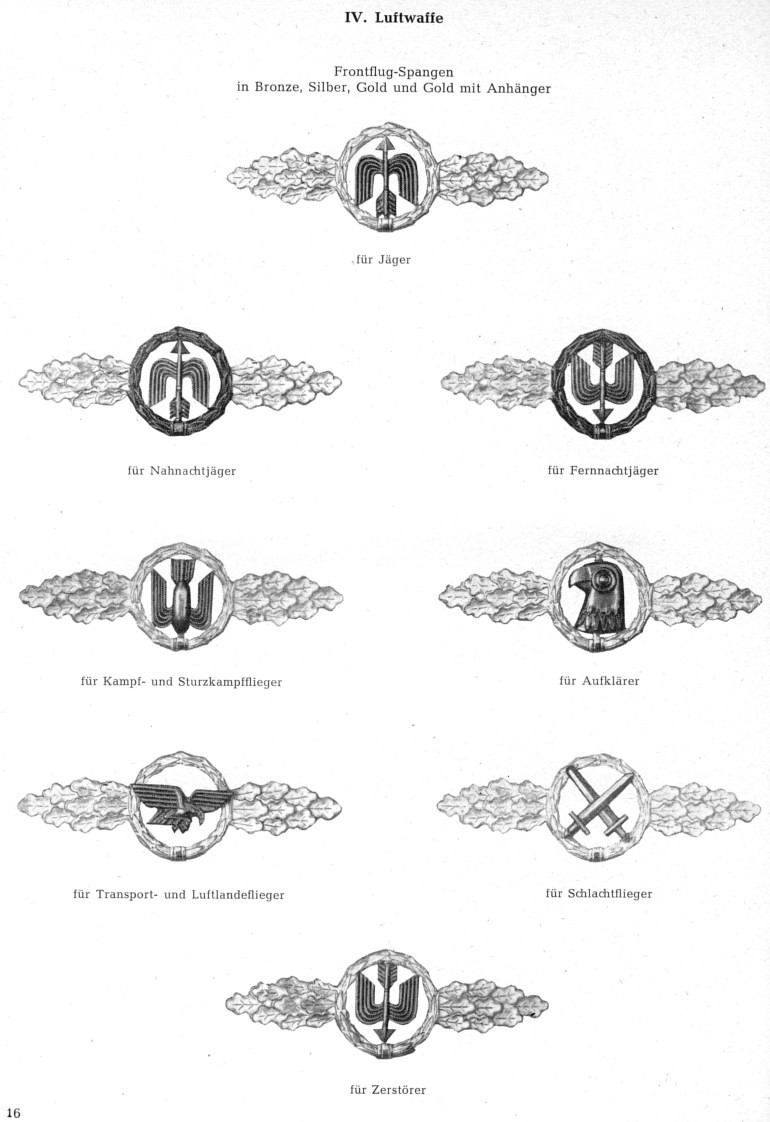
Денацифицированные версии 1957 года

Все планки были выполнены в виде лаврового венка (обычно из чернёного металла) с двумя стилизованными крыльями из дубовых листьев по бокам и со свастикой у основания венка (с 1957 года были учреждены денацифированные варианты, разрешённые для ношения). Размер планок составлял примерно 7,5×2,5 см. Вид значка внутри венка зависел от типа летательного средства, за службу на котором лётчик и получил планку.